# L'Économie rurale et la vie des campagnes dans l'Occident médiéval
 (juillet 2017).
Si vous disposez d'ouvrages ou d'articles de référence ou si vous connaissez des sites web de qualité traitant du thème abordé ici, merci de compléter l'article en donnant les références utiles à sa vérifiabilité et en les liant à la section « Notes et références ».

L'Économie rurale et la vie des campagnes dans l'Occident médiéval est un ouvrage en 2 tomes de Georges Duby paru en 1962.

## Tome 2
L’auteur relate la vie et les relations qui existent dans la paysannerie du XIe au XIVe siècle.
Il explique qu’au XIe siècle, la terre est peu productive et que les seigneurs exploitent encore en leur nom de grandes parcelles. Pour cela ils font appel à la corvée qui est exigée des paysans en échange du droit pour ces derniers de résider sur les terres du seigneur. À cette époque persiste aussi une pratique datant de l’Antiquité et voulant que la plupart des paysans soient la propriété des seigneurs (servage). Ils ne peuvent donc pas le quitter, ni se marier sans son accord avec des conjoints résidant sur des terres n’appartenant pas à leur seigneur.
Au XIIe siècle, les pratiques se modifient progressivement. La terre devient plus productive et les nobles ont besoin de moins de main-d’œuvre. Ils revendent alors aux paysans les droits de corvées. Cela est avantageux à la fois pour le paysan qui peut se consacrer à son exploitation et pour le seigneur qui acquiert chaque année des liquidités sous forme de rente. De plus, les seigneurs demandent aux paysans de le payer en espèces alors que jusqu’à présent il l’était en nature pour le fermage.
Cette méthode va se révéler préjudiciable pour les seigneurs à partir du XIIIe siècle. En effet, le prix du blé ne cesse de monter alors que celui des rentes acquises par les transactions du siècle passé stagne. Dans certaines régions, la dévaluation des monnaies locales va même faire diminuer les rentes ainsi acquises. Pour obtenir plus de liquidités, les seigneurs vont vendre leur liberté aux paysans qui étaient jusqu’à présent la propriété de père en fils du seigneur. Pour le seigneur cela représente des fortes sommes que le paysan ne pourra payer qu’à crédit et, dans les faits cela ne change rien pour eux car les paysans restent attachées à leurs terres et continuent à payer des impôts (tailles). La seule différence est que le paysans n’est plus « corvéable à merci ».
Du côté des paysans, cet affranchissement représente beaucoup et ils sont prêts à le payer très cher.
L’accroissement de la population donne un autre pouvoir aux seigneurs. Ce sont en effet eux qui possèdent toutes les terres et vu la pression démographique ils peuvent négocier pour les nouvelles terres arables défrichés des baux de quelques années, et non plus pour l’éternité comme c’était l’usage. Ils pourront ainsi réévaluer régulièrement les fermages et ne plus être bloqués comme avec la transaction du XIe siècle sur les corvées.
Cette situation va perdurer jusqu’aux grandes épidémies et aux guerres de la fin du Moyen Âge. À ce moment, du fait de la baisse importante de la population, la tendance s’inverse. Il n’y a plus assez de paysans pour exploiter les terres et les seigneurs sont obligés de réduire leurs prétentions. Ils vont se rattraper en créant de nouvelles taxes et impôts.